# Adam Deja
Adam Deja (Olesno, 24 giugno 1993) è un calciatore polacco, centrocampista del Górnik Łęczna.

## Carriera
Ha giocato nella prima divisione polacca.